# 広島県道252号恐羅漢公園線
広島県道252号恐羅漢公園線（ひろしまけんどう252ごう おそらかんこうえんせん）は、広島県山県郡安芸太田町を通る一般県道である。

## 概要
山県郡安芸太田町大字横川（よこごう）から山県郡安芸太田町大字吉和郷に至る。
「内黒峠」と呼ばれ主に恐羅漢スキー場へのアクセスに使用される。大変道幅が狭い箇所が多く、ガードレールも設置されていない場所も多いため、冬季にはしばしば脱輪・転落している車が見受けられる。また冬季に運用されているロードヒーティングは2011年 - 2012年シーズンから休止中とのこと。

### 路線データ
- 起点：広島県山県郡安芸太田町大字横川（十方山林道交点）
- 終点：広島県山県郡安芸太田町大字吉和郷（広島県道296号吉和戸河内線交点）
- 総延長：約11.8 km

## 歴史
- 1976年（昭和51年） - 路線認定。

## 地理

### 通過する自治体
- 広島県
  - 山県郡安芸太田町

### 交差する道路
| 交差する道路              | 交差する場所         | 交差する場所 |
| ------------------------- | -------------------- | ------------ |
| 十方山林道                | 大字横川（よこごう） | 起点         |
| 広島県道296号吉和戸河内線 | 大字吉和郷           | 終点         |

### 沿線
- 恐羅漢山
- 恐羅漢スキー場